# ラフマジュン
ラフマジュンは、丸く薄いパン生地の上に、挽肉（一般に牛か子羊）、砕いた野菜、タマネギやトマトやパセリなどの香味、粉末トウガラシやパプリカやクミンやシナモンなどのスパイスを乗せ、オーブンなどで焼いたもの。ラフマジュンは、ピクルス、トマト、トウガラシ、タマネギ、レタス、あぶったナスなどの野菜を包むこともある。トルコピザ、アルメニアピザ、のような名前で呼ばれることもある。ラフマジュンはピザに似ているものの、そう呼ばれるようになったのはつい最近で、ヨーロッパでなく中東由来である。さらにピザとは違い、ラフマジュンは伝統的にチーズを使わない。

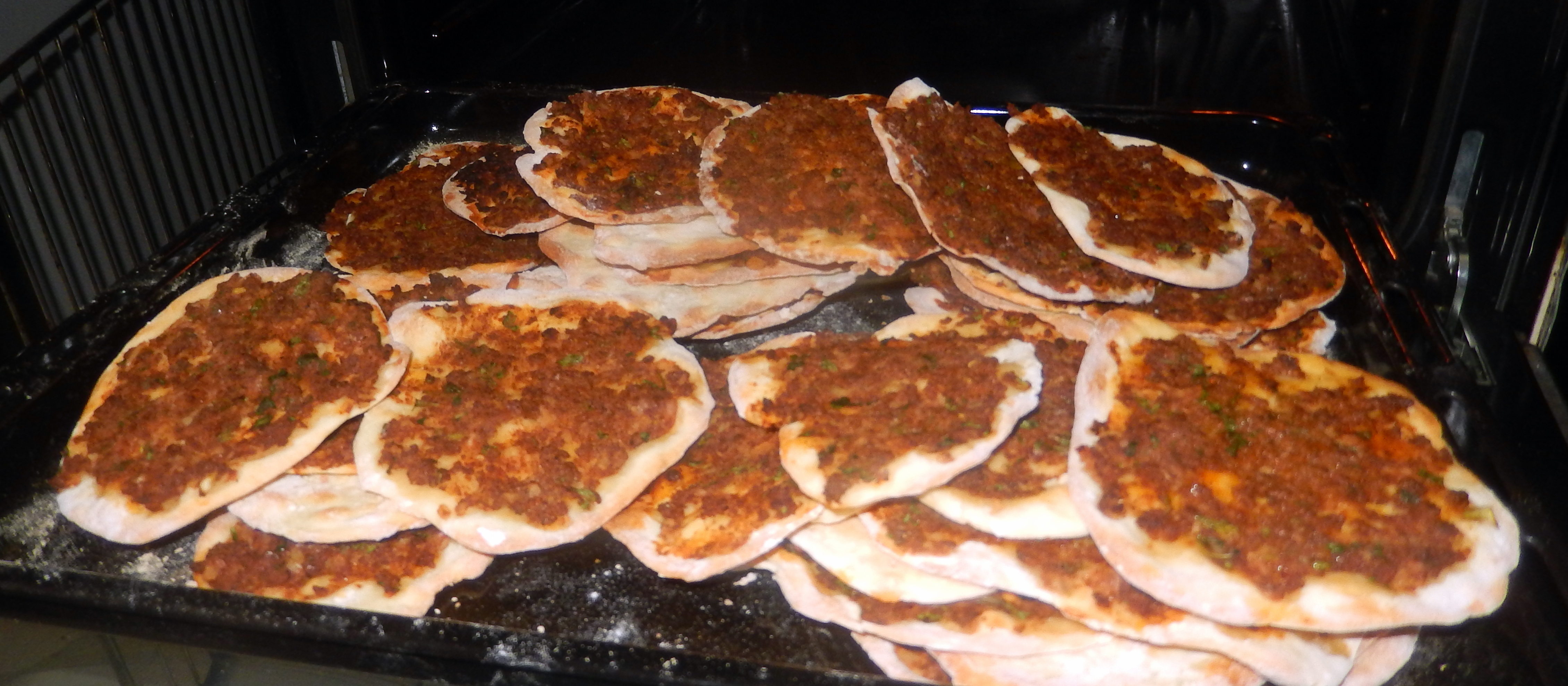
自家製のラフマジュン

ラフマジュンはアルメニア、レバノン、シリア、トルコ、および世界のトルコ人・アルメニア人コミュニティで一般的な料理である。

## 語源
「ラフマジュン」は「パン生地つきの肉」を意味する アラビア語: لحم بعجين, laḥm bi-ʿajīn を短くした アラビア語: لحم عجين, laḥm ʿajīn から来ている。
トルコ語では、アラビア語の翻字であるラフマジュン（lahmacun）として知られ、アルメニア語ではラフマジュン（լահմաջուն）、ラフマジョ（լահմաջո）またはミッサハツ（Missahats）と呼ばれる。

## 歴史
中東の平らなパンは何千年もの間、タンドールの中で、タヴァのような金属製のフライパンに乗せて調理されてきた。それらのパンは、肉やその他の食材を包んで、食べやすくしたり持ち運びやすくしたりするのに使われてきた。しかし中世になって大型の石窯が普及すると、肉やその他の食材を詰めたり乗せたりした平らなパンを丸ごと焼く、つまりパンとトッピングを一緒に焼くようになった。エスフィーハやマナイーシのような料理が旧オスマン帝国の国々、特にトルコ、アルメニア、シリア、レバノン、イラクで広まるようになった。薄い平らなパンにスパイスの下地を引いて肉を乗せたものは、「ラハム・バジン」（パン生地つきの肉）として知られるようになり、短く「ラフマジン」やそれに似たような名前になった。
ラフマジュンはトルコ東部で普及していたが、1960年以降は全国的に広まった。
アルメニアとトルコの敵対関係の影響で、ロシアで開店したアルメニア料理店がトルコの反発を買ったことがあった。